# To znowu ty
To znowu ty (ang. You Again) – amerykańska komedia z 2010 r. w reżyserii Andy'ego Fickmana. W filmie wystąpiły Jamie Lee Curtis, Sigourney Weaver, Kristen Bell, Odette Annable oraz Betty White.

## Fabuła
Film przedstawia historię Marni (Kristen Bell), która odnosi sukcesy jako specjalistka od PR. Gdy wraca do rodzinnego domu na ślub starszego brata, odkrywa, że panna młoda jest jej najstraszliwszą prześladowczynią z czasów szkolnych. Na dodatek wydaje się, że zupełnie wymazała z pamięci wszystkie swoje występki. To jednak nie koniec przykrych zdarzeń. Na ślub przybywa ciotka panny młodej (Sigourney Weaver), która przed laty była największym wrogiem matki pana młodego (Jamie Lee Curtis).

## Obsada
- Kristen Bell jako Marni
- Jamie Lee Curtis jako Gail
- Odette Annable jako Joanna
- Sigourney Weaver jako ciotka Ramona
- Betty White jako babcia Bunny
- James Wolk jako Will
- Billy Unger jako Ben
- Kristin Chenoweth jako Georgia
- Kyle Bornheimer jako Tim
- Christine Lakin jako Taylor
- Victor Garber jako Mark
- Cloris Leachman jako Helen
- Sean Wing jako Charlie
- Patrick Duffy jako Ritchie Phillips
- Jenna Leigh Green jako Heather
- Kelly Karbacz jako Lori Beth
- Lionel D. Carson jako Myron
- Arne Starr jako nauczyciel (niewymieniony w czołówce)
- Dwayne Johnson jako Air Marshall (niewymieniony w czołówce)

## Produkcja
Zdjęcia do To znowu ty zakończono 3 kwietnia 2010 roku. Rywalizacja między dwiema babciami, Betty White a Cloris Leachman, jest aluzją konfliktu między nimi jaki miał miejsce w amerykańskim sitcomie The Mary Tyler Moore Show (1970–1977).

## Odbiór
Film został negatywnie odebrany przez krytyków. Serwis Rotten Tomatoes przyznał filmowi wynik 17%, natomiast Top Critics dało filmowi wynik 13%. Krytyk dziennika „New York Times”, Stephen Holden, napisał: „Żadnego powodu do śmiechu w tej zjęczałej, mizoginicznej i wypełnionej zemstą komedii nie znajdziemy”, deklarując „Podobnie jak wiele filmów Disneya, To znowu ty sławi płyciznę, materialistyczne wartości, następnie próbuje zamaskować tę zasadniczo trującą zawartość kilkoma warstwami słodyczy i łzawym pojednaniem”. Inny krytyk filmowy, Richard Roeper, dał filmowi kategorię „F”, przy czym stwierdził, że był to jeden z najgorszych filmów jakie kiedykolwiek widział.